# Dagon (fumetto)
Dagon è una serie a fumetti ideata da Giuliano Campo e dal disegnatore Dino Caterini e pubblicata in Italia da Fenix e poi da B.B.D. Presse srl nel 1994; la serie è un bonellide, ovvero una pubblicazione stampata nel cosiddetto "formato Bonelli" che rientra nel novero degli epigoni di Dylan Dog, una serie horror che nei primi anni novanta ebbe un clamoroso successo editoriale che spinse diversi editori a proporre serie a fumetti con caratteristiche simili.

## Storia editoriale
Tutti gli albi hanno la supervisione di Dino Caterini. Il frontespizio presente a pagina 3 è opera di Dino Caterini, mentre il simbolo della testata (una specie di viso cornuto stilizzato, che compare anche sul costume del protagonista come chiusura di una cerniera lampo), che compare nella quarta di copertina dei vari albi e nella rubrica della posta, è opera di Saverio Tenuta.
Un albo numero 6, pubblicizzato nella terza di copertina del numero 5, non è mai stato distribuito. Nella posta dell'albo numero 4 gli autori avevano annunciato un albo a colori da pubblicare in occasione di Lucca Comics & Games, ma anche questo non risulta mai essere stato distribuito.

## Trama
Il tenente della polizia di Chicago Rex Stewart, nel tentativo di colpire un clan malavitoso, viene quasi ucciso (finisce sfigurato in viso a causa dell'acido e muore quasi annegato). Grazie all'aiuto di una sacerdotessa, "Ma" Rainey, e del folle Billy Bauer, rinasce come Dagon. Le storie, dapprima incentrate sulla lotta alla malavita cittadina, si estendono poi a questioni più globali, per sfociare anche nel soprannaturale puro.

## Personaggi
- Rex Stewart: ex soldato e poliziotto di Chicago. È stato cresciuto dalla santona "Ma" Rainey e da uno "zio" (non biologico) poliziotto nei quartieri poveri della città. Nel tentativo di combattere la malavita si ritrova vittima di un tentativo di omicidio da parte di alcuni criminali e di suoi colleghi corrotti. Sopravvive grazie alle cure di "Ma" Rainey, ma si ritrova orrendamente sfigurato, dolorante e anche instabile mentalmente. Decide di divenire uno spietato giustiziere e prende il nome del dio lovecraftiano Dagon, di cui trova una raffigurazione in un libro di magia, e nella sua missione viene anche aiutato dalle gang ispaniche e nere del quartiere. Nell'albo numero tre si scoprirà essere di origine ebraica, i genitori liberati da un campo di concentramento nazista si ritroveranno poi di nuovo perseguitati in URSS, da cui riusciranno a far fuggire verso gli USA Rex ed il fratello maggiore Max.
- "Ma" Rainey: sacerdotessa di una religione simile alla Santeria ed al Vudù, ma influenzata da divinità lovecraftiane, vive in una chiesa sconsacrata. Salva Rex Stewart quando questo, gravemente ferito, cerca rifugio nella chiesa, e decide di aiutarlo nella sua missione, ritenendo che la sua venuta sia stata profetizzata in alcune scritture sacre.
- Billy Bauer: geniale, ma pazzo, specialista in effetti speciali, vive nella chiesa sconsacrata e aiuta Dagon nella sua missione, fornendogli anche le maschere con cui può circolare nelle strade della città senza essere riconosciuto.
- Ida Cox: fidanzata di Stewart e giornalista del Chicago Tribune, lo crede morto, ingornando la sua "rinascita" come Dagon. Nell'albo numero 1 viene mostrato come, ancora sconvolta dalla morte del fidanzato, sembra iniziare una relazione omosessuale con la collega Julie[6].

## Elenco degli albi
| Nr. | Titolo      | Mese di pubblicazione | Copertina    | Sceneggiatura  | Disegni                 | Note |
| --- | ----------- | --------------------- | ------------ | -------------- | ----------------------- | --- |
| 0   | Il Monaco   | marzo 1994            | Pino Rinaldi | Giuliano Campo | Pino Rinaldi            | L'albo, a tiratura limitata e della lunghezza di 20 pagine, presenta una storia "muta" sviluppata in 8 tavole, disegnata da Rinaldi, e articoli contenenti disegni preparatori per la serie |
| 1   | Blues       | luglio 1994           | Pino Rinaldi | Giuliano Campo | Dino Caterini           | |
| 2   | Chicago     | agosto 1994           | Pino Rinaldi | Giuliano Campo | S. Cafagna e A. Zaccheo | |
| 3   | Airport 94  | settembre 1994        | Pino Rinaldi | Giuliano Campo | Vladimiro Missaglia     | |
| 4   | Mr Crowley  | ottobre 1994          | Pino Rinaldi | Giuliano Campo | Giuseppe Manunta        | |
| 5   | U.S. Policy | novembre 1994         | Pino Rinaldi | Giuliano Campo | Vladimiro Missaglia     | In terza di copertina è annunciato il numero 6 O Superman |